# Tanja

Tanja Aumanen, 2022

Tanja, Tania eller Tanya, är ett kvinnonamn med ryskt ursprung och en kortform av Татьяна, Tatjana, som i sin tur kommer från det latinska kvinnonamnet Tatjana vilket, liksom motsvarande maskulina form Tatianus, tros vara avlett från ett romerskt familjenamn – Tatius. Tatjana var också ett grekisk-ortodoxt helgon som dog martyrdöden år 225.
Tanja har inte använts i Sverige förrän på 1900-talet och blev relativt populärt först i början av 1980-talet. Därefter har det sedan åter minskat något i frekvens. Det fanns 31 december 2005 totalt  2 874 personer i Sverige med förnamnet Tanja/Tania, varav 2 347 hade det som tilltalsnamn. År 2003 fick 48 flickor namnet, varav 33 fick det som tilltalsnamn.
Namnsdag: i Sverige 8 april, delas med Nadja (sedan 2001; 1993-2000: 3 augusti). I den finlandssvenska namnsdagslängden har Tanja namnsdag 13 oktober sedan 2020.

## Personer med namnet Tanja/Tania/Tanya
- Tanja, artistnamn för Britta Johansson
- Tanja Aumanen, svenskfinsk konstnär
- Tania Doko, australisk popsångerska
- Tanja Frieden, schweizisk snowboardåkare
- Tania Krosse, svensk konstnär, fotograf
- Tanja Linderborg, svensk riksdagsledamot (V)
- Tania Mallet, brittisk fotomodell
- Tatjana Mihhailova, estnisk sångerska
- Tanja Poutiainen, finländsk alpin skidåkare
- Tanya Roberts, amerikansk skådespelerska
- Tanya Streeter, fridykare från Caymanöarna
- Tanja Suhinina (1984–), svensk serieskapare, bildkonstnär, författare och utbildad psykolog med lettisk-ryska rötter
- Tanja Svedjeström, sverigefinsk skådespelerska
- Tanya Tucker, amerikansk countrysångerska

## Pseudonymer
- Tania, pseudonym för Patricia Hearst under en del av hennes tid som kidnappad

## Personer med snarlika namn
- Tonya Harding
- Tayna Lawrence